# Une galerie de sculpture à Rome à l'époque d'Auguste
Une galerie de sculpture à Rome à l'époque d'Auguste est une œuvre du peintre Lawrence Alma-Tadema réalisée en 1867 et conservée au Musée des beaux-arts de Montréal.

## Histoire
Cette œuvre est entrée au musée en 1980 grâce au legs Horsley et Annie Townsend.

## Sujet et description
Exhorté par ses amis à représenter une galerie d'art dans la Rome antique, Alma-Tadema décide de relever le défi et de donner libre cours à sa passion pour l'archéologie. Avec l'appui de diverses sources historiques, dont Pline l'ancien, il peint une série de tableaux sur ce thème, particulièrement prisé à ce moment grâce aux œuvres de Jean-Léon Gérôme et aux découvertes récentes des ruines de Pompéi.
Dans ce tableau, Lawrence Alma-Tadema peint des amateurs admirant une représentation en bronze de Sophocle. À l'arrière-plan, on peut reconnaître des œuvres majeures de l'époque romaine : le sarcophage d'Endymion, le Laocoon, Pénélope, Agrippine et Poseidippos. Chaque élément décoratif a fait l'objet d'une recherche approfondie.
Le peintre lui-même, reconnaissable à sa barbe rousse, est représenté au milieu de ses amis. Il peindra par après une dizaine de variations sur ce thème.

## Sources
- Notice du musée des beaux-arts de Montréal
- Guide : Musée des beaux-arts de Montréal, Montréal, éd. Musée des beaux-arts de Montréal, 2007, 2e éd. (1re éd. 2003), 342 p. (ISBN 978-2-89192-312-5), p. 149.